# Christine Sommer
Pour les articles homonymes, voir Sommer.
Christine Sommer, née en 1970 à Vienne (Autriche), est une actrice autrichienne.

## Biographie
Christine Sommer suit une formation d'actrice de 1986 à 1990 au Séminaire Max Reinhardt à Vienne. Elle a ensuite plusieurs engagements dans divers théâtres de Vienne, Tübingen, Braunschweig et au festival de la Ruhr à Recklinghausen. À la télévision, elle est apparue dans plusieurs séries comme Rex, chien flic et SOKO Wismar (de).
Sommer vit avec ses filles et leur fils avec l'acteur Martin Brambach (en) à Recklinghausen.

## Récompenses et distinctions

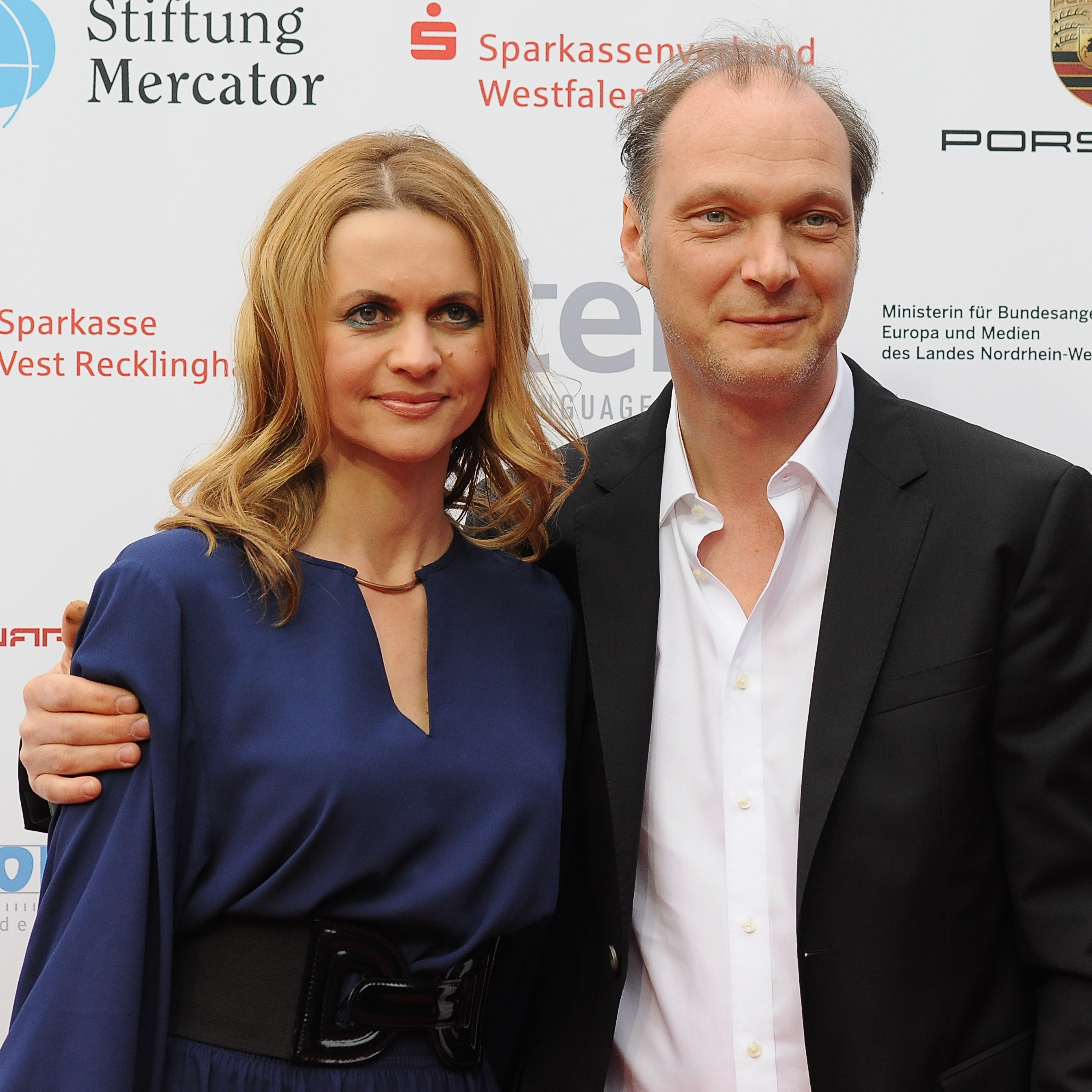
Christine Sommer et Martin Brambach aux prix Grimme 2014.